# Котвейк
Котвейк (нід. Kootwijk) — село в нідерландській провінції Гелдерланд. Входить до муніципалітету Барневелд.
Уперше село згадується на початку 14-го сторіччя під назвою Coetwijc, що буквально перекладається як «село з маленькими будинками».

## Галерея

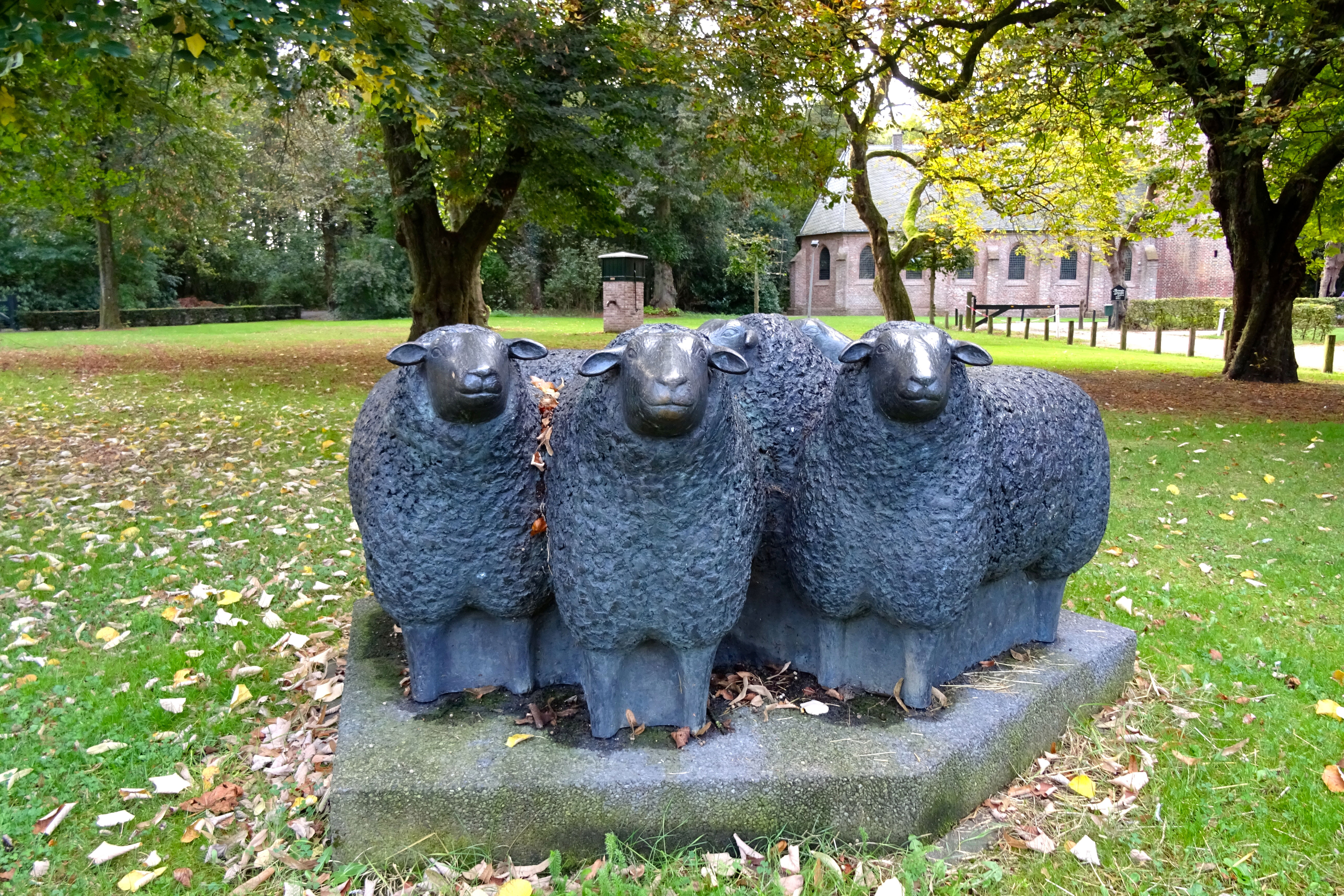
Скульптура «П'ять овець»
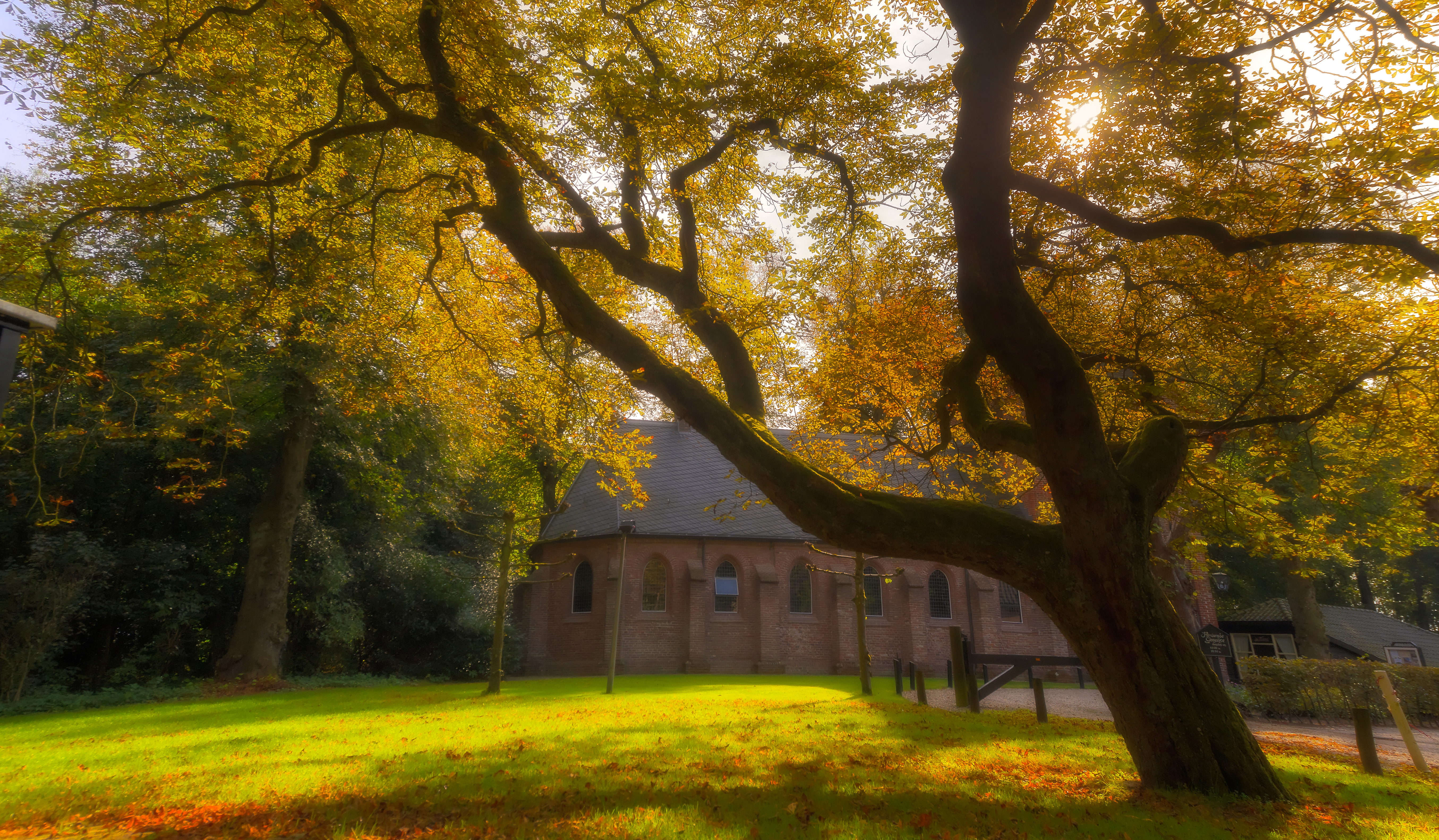
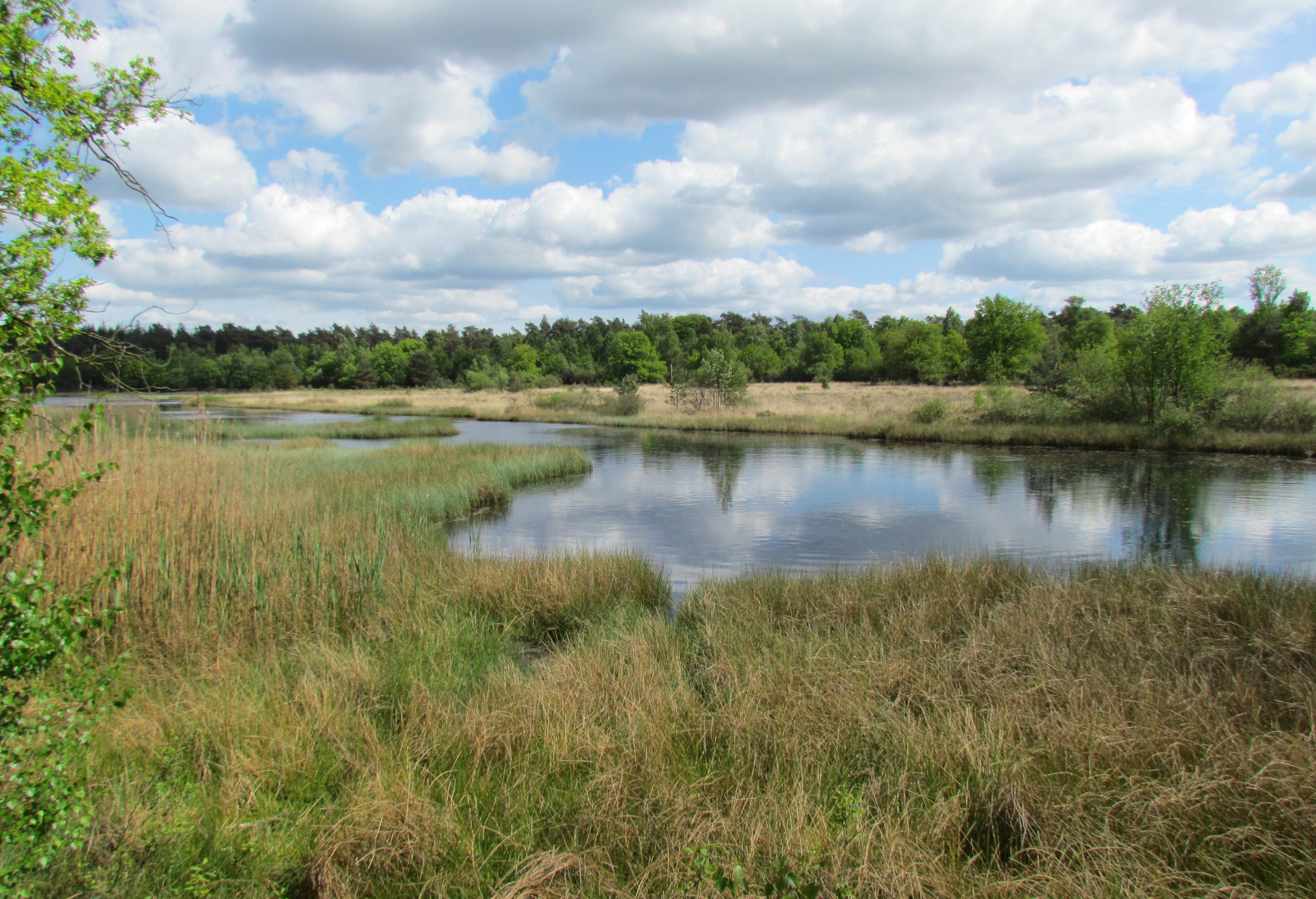
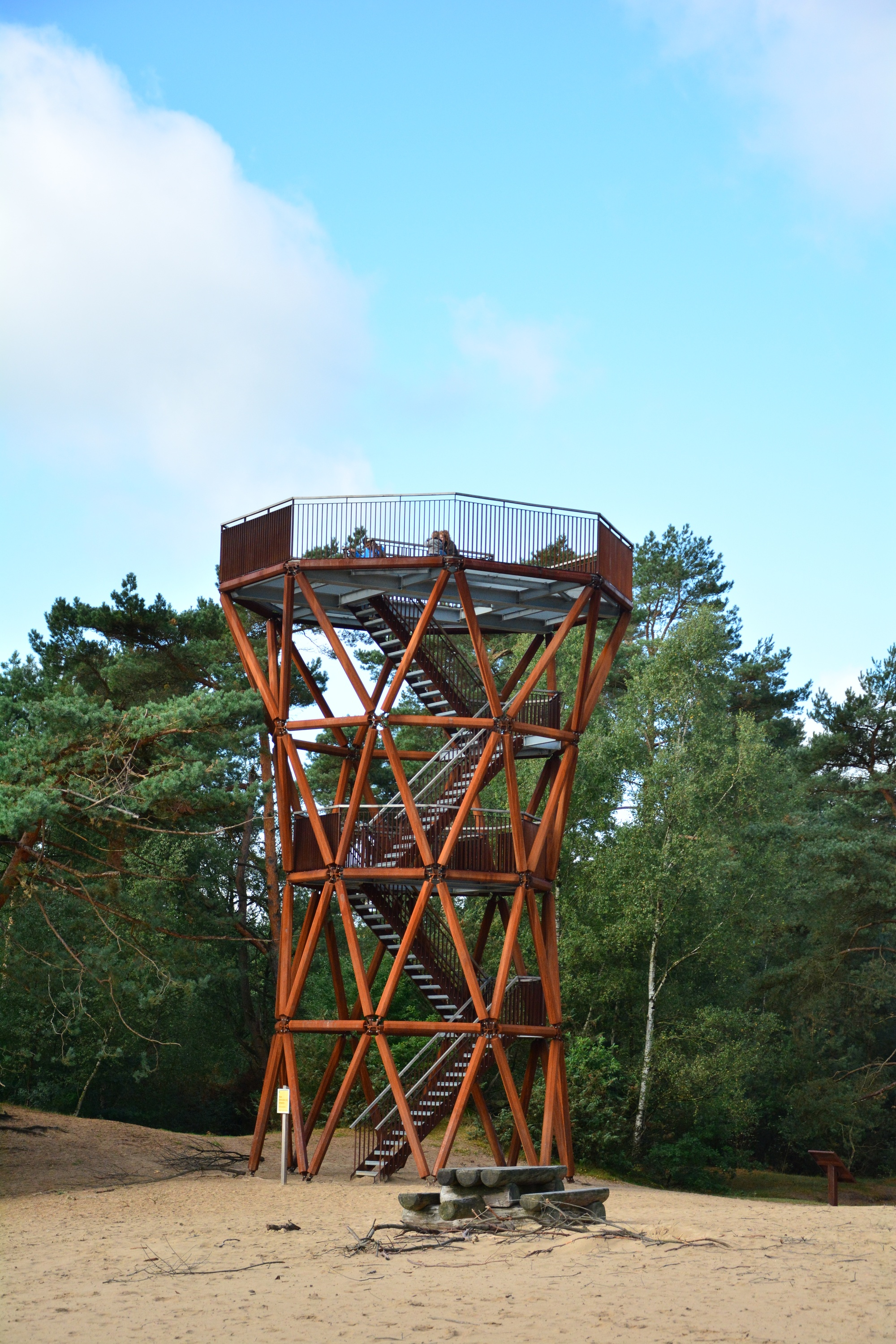
Спостережна башта